# Nasławice (Sobótka)

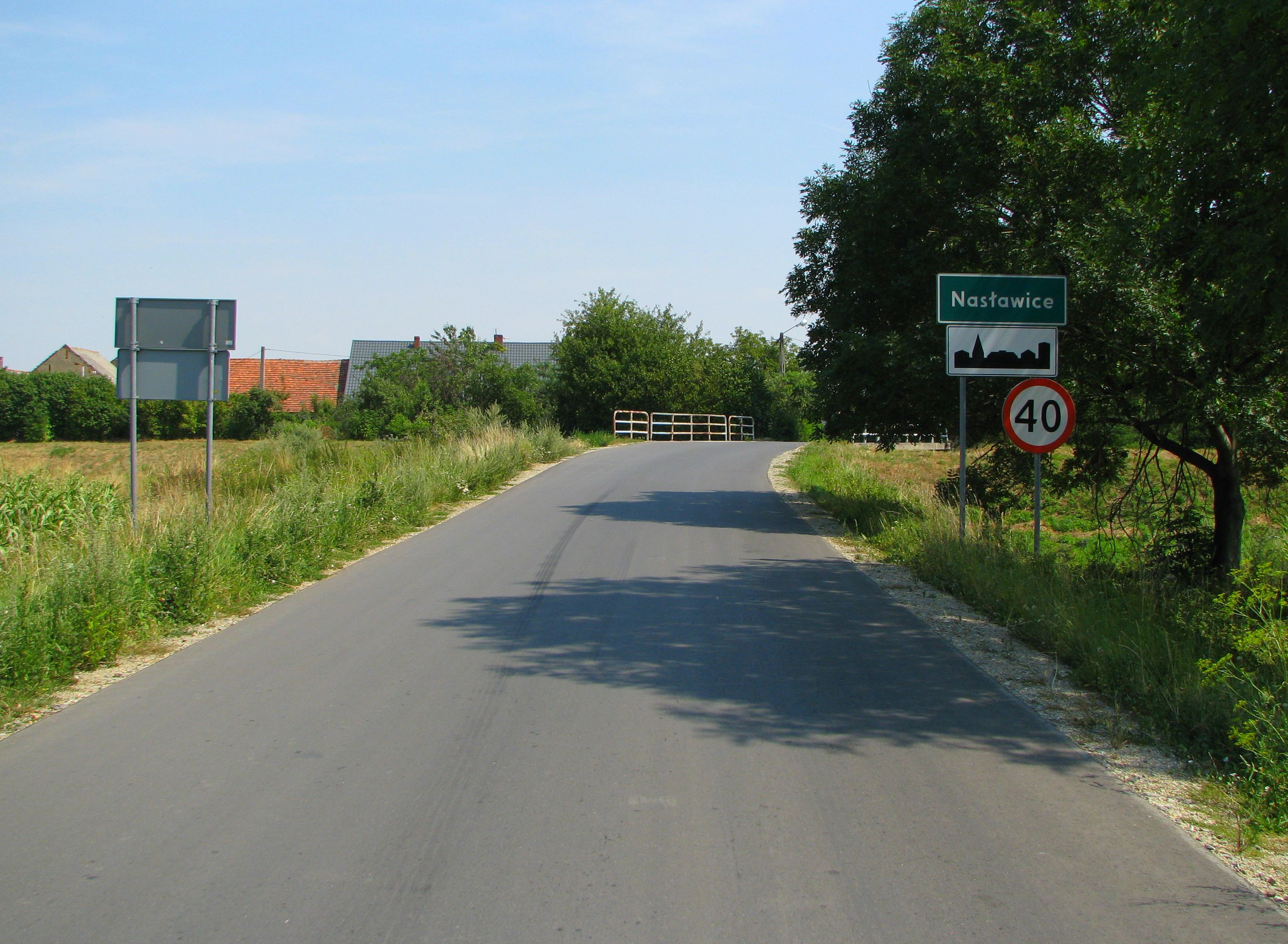
Ortseingang

Nasławice (deutsch: Naselwitz; 1937–1945 Steinberge, schlesisch Noaselwitz) ist ein Dorf in der Stadt- und Landgemeinde Sobótka (Zobten) im Powiat Wrocławski der Woiwodschaft Niederschlesien in Polen.

## Lage
Nasławice liegt ca. fünf Kilometer östlich von Sobótka (Zobten am Berge) und 35 Kilometer südwestlich von Breslau. Nachbarorte sind Przezdrowice (Prschiedrowitz) im Westen, Kunów (Kuhnau) im Nordwesten, Świątniki (Schwentnig) im Süden und Wilczkowice (Wilschkowitz) im Osten. 

## Geschichte
Das Gemeindegebiet von Sobótka ist seit prähistorischer Zeit ununterbrochen besiedelt, was durch zahlreiche archäologische Funde belegt ist. Der Ortsname deutet auf eine slawische Gründung, die im Zuge der Ostkolonisation durch deutsche Siedler neu erschlossen wurde. Erstmals urkundlich erwähnt wurde „Nazlowicz“ im Jahre 1312, als Herzog Boleslaw III. von Schlesien das Gut dem Werner von Panowiecz übereignete. Territorial gehörte Naselwitz durch Ausgliederung aus dem Herzogtum Breslau zum neu entstandenen Herzogtum Brieg, das seit 1329 ein Lehen der Krone Böhmens war. Nach dem Tod des Herzogs Georg Wilhelm fiel Naselwitz zusammen mit dem Herzogtum Brieg 1675 durch Heimfall an Böhmen. Wie auch der Nachbort Wilschkowitz dürfte Naslwitz früh an das Breslauer Klarissenkloster gefallen sein, das bis zur Säkularisation 1810 die Grundherrschaft ausübte. 1461 verkaufte Heinz Frankenberg dem Klarissenkloster fünf Huben Erbzins. 1660 verzichtete Maria von der Leipe zu Schwentnig zu Gunsten des Klarissenklosters auf ihre empfangenen Gelder für das Vorwerk Naselwitz. 1665 erhielt das Kloster auf das Vorwerk Steuerfreiheit.  
Nach dem Ersten Schlesischen Krieg fiel Naselwitz mit dem größten Teil Schlesiens an Preußen. 1783 zählte Naselwitz, drei Meilen von Nimptsch entfernt, eine evangelische Kirche, eine katholische Kapelle mit einem Weltpriester, zwei Pfarr- und zwei Schulhäuser, 13 Bauern, 21 Gärtner und Häusler und 322 Einwohner. Nach der Neugliederung Preußens gehörte Naselwitz zum Kreis Nimptsch, mit dem es bis zu seiner Auflösung 1932 verbunden blieb. Der Kreis unterstand der Kriegs- und Domänenkammer Breslau, bis er im Zuge der Stein-Hardenbergischen Reformen 1815 dem Regierungsbezirk Reichenbach der Provinz Schlesien zugeordnet wurde. Seit 1824 gehörte das Gut einem Baron von Lüttwitz. 1845 zählte Naselwitz 55 Häuser, ein herrschaftliches Schloss und Vorwerk, 469 meist katholische Einwohner (92 evangelisch), eine evangelische Pfarrkirche mit Pfarrwidum unter königlichem Patronat (eingepfarrt Naselwitz und Wilschkowitz mit Teilkirche), eine evangelische Schule (eingeschult Wilschkowitz und Kuhnau), eine katholische Pfarrkirche unter königlichem und fürstbischöflichem Patronat (eingepfarrt Naselwitz und Wilschkowitz, gastweise: Kuhnau, Prschiedrowitz und Schwentnig), eine ca. 1766 gegründete katholische Schule mit einem 1821 neu gebauten Schulhaus (eingeschult Kuhnau, Prschiedrowitz, Schwentnig und Strachau), eine Brauerei, eine Brennerei, sieben Handwerker, sieben Händler, 1560 Schafe und 160 Rinder.
1892 wurde aus den Landgemeinden Kuhnau und Naselwitz und deren Gutsbezirken der Amtsbezirk Naselwitz geschaffen. Vorher gehörte Naselwitz zum Amtsbezirk Rankau. Im Zuge von Sparmaßnahmen nach der Weltwirtschaftskrise wurde der Kreis Nimptsch zum 1. Oktober 1932 aufgelöst. Die Gemeinde Naselwitz kam zum Landkreis Breslau. 1937 erfolgte die Umbenennung in Steinberge.
Als Folge des Zweiten Weltkriegs fiel Steinberge mit dem größten Teil Schlesiens 1945 an Polen. Nachfolgend wurde es in Nasławice umbenannt. Die einheimische deutsche Bevölkerung wurde – soweit sie nicht schon vorher geflohen war – vertrieben. Die neu angesiedelten Bewohner stammten teilweise aus Ostpolen, das an die Sowjetunion gefallen war.
Von 1975 bis 1998 gehörte Nasławice zur Woiwodschaft Breslau.

## Sehenswürdigkeiten

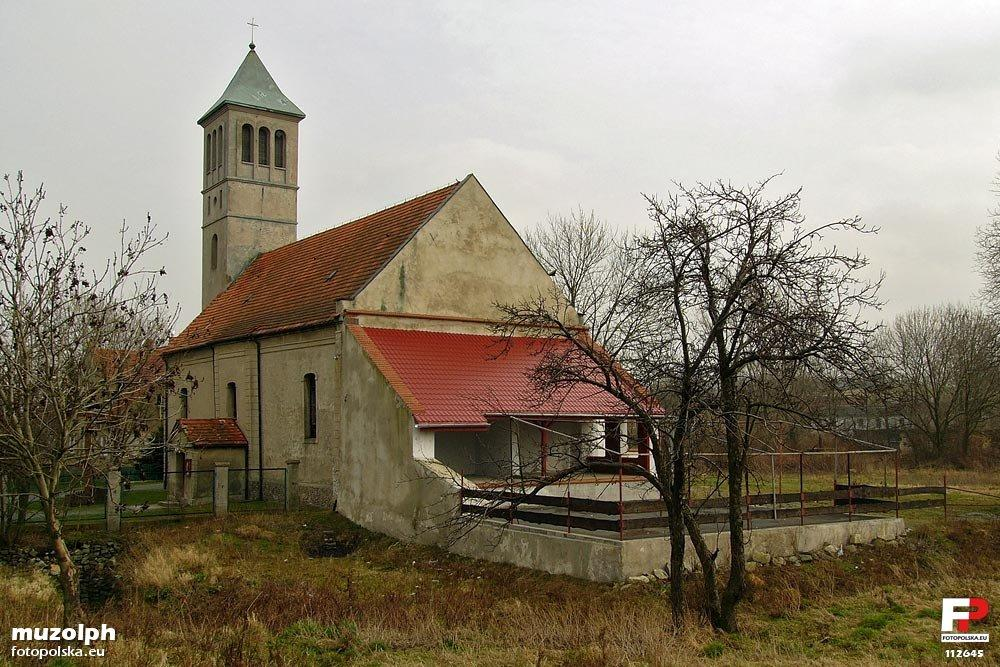
Katholische Pfarrkirche St. Joseph

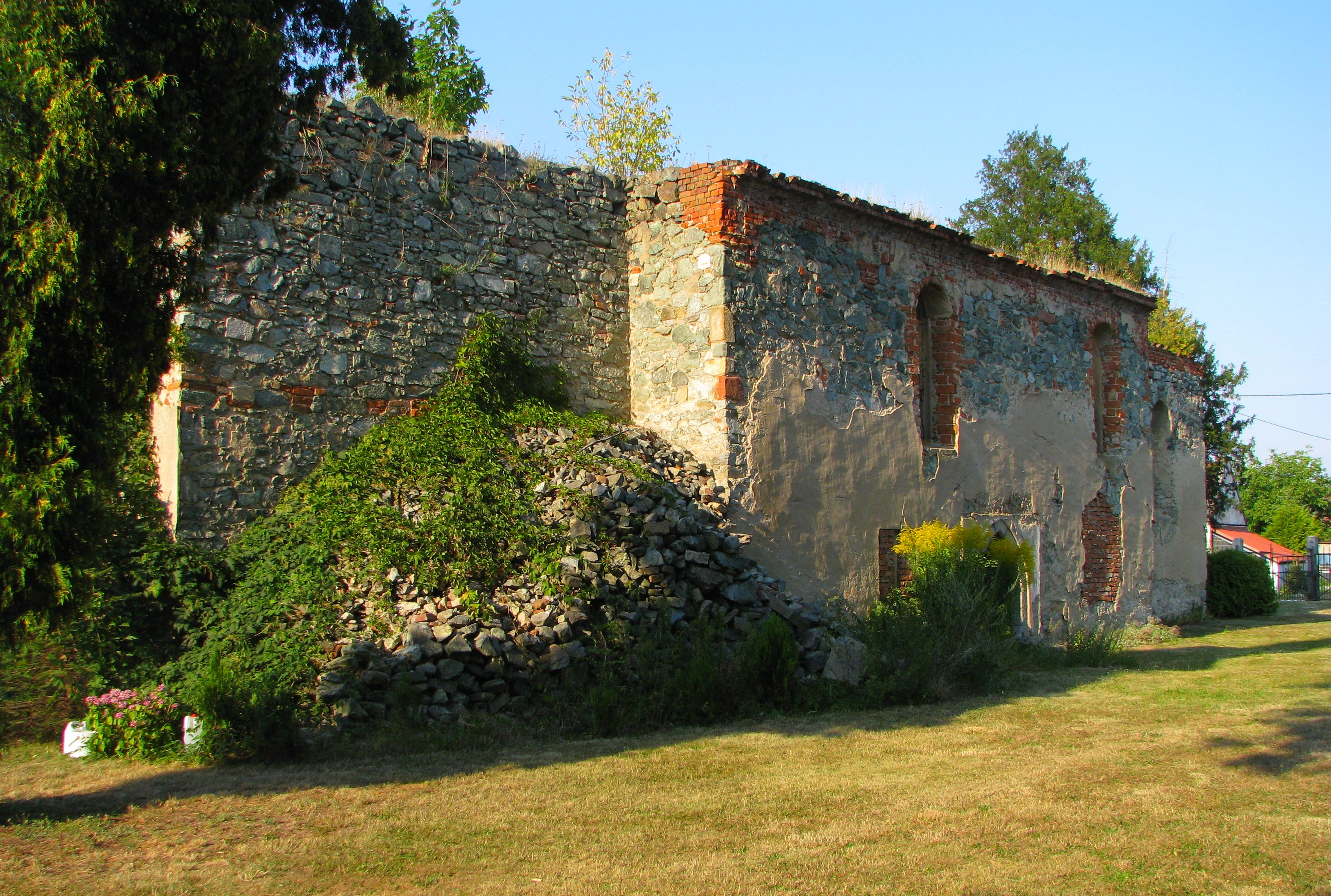
Ruine der evangelischen Pfarrkirche

- Die römisch-katholische Pfarrkirche St. Joseph (polnisch Kościół parafialny pw. św. Józefa Oblubieńca), wurde 1766 als Kapelle an den Flügel des Schlosses angebaut, der Turm kam 1859 hinzu. Nachdem die alte Pfarrkirche nach 1740 den Protestanten zugesprochen worden war, ließen die Klarissen eine neue katholische Kapelle an den Flügel des Schlosses anbauen. Später wurde sie zur Kuratikirche und 1898 zur Pfarrkirche erhoben. Zur Ausstattung gehören drei barocke Altäre und mehrere spätgotische Heiligenfiguren.[5]
- Das Schlössel der Klarissen aus dem 17. Jahrhundert war umgeben von einem Wassergraben. Die Ruine wurde in den 2000er Jahren abgerissen. Erhalten haben sich die Strebepfeiler.[6]
- Die Ruine der ehemaligen evangelisch-lutherischen Pfarrkirche (polnisch Ruiny kościoła ewangelickiego) stammt aus dem 15. Jahrhundert. Die Pfarrkirche von Naselwitz wurde im Register des Päpstlichen Nuntius Gallhardus von 1335 als „ecclesia in Naslowicz“ erstmals erwähnt.[7] In der Reformationszeit wurde die Pfarrkirche 1534 evangelisch, 1678 den Protestanten entzogen und im Zuge der Altranstädter Konvention 1707 restituiert. Nach dem Tode des Pastors Karl Friedrich Freytag 1711 ließ die Obrigkeit erneut die Pfarrkirche für die evangelische Gemeinde schließen. Die Predigten fanden darauf eine Zeit lang provisorisch im Pfarrhaus statt. Die Leiche des verstorbenen Pastors wurde in der Pfarrscheune versenkt, um sie 1712 auf den Friedhof der Pfarrkirche von Klein Kniegnitz zu überführen.[8] Von dem im oder nach dem Zweiten Weltkrieg zerstörten Gotteshaus blieben lediglich die Grundmauern des Langhauses erhalten. An den Innenwänden sind Renaissance-Grabsteine aus dem 16. bis 17. Jahrhundert angebracht. Die Kirchenruine ist von einer Friedhofsmauer umgeben. Auf dem Friedhof stehen noch vereinzelt deutsche Grabsteine.[9][10]

## Persönlichkeiten
- August Lichter (1860–1925), Schriftsteller und schlesischer Dialektdichter
- Hans Rößler (1889–1965), Schriftsteller und schlesischer Dialektdichter